# Oliviero Vojak
Oliviero Vojak (né le 24 mars 1911 à Pula en Autriche-Hongrie, aujourd'hui en Croatie, et mort le 21 décembre 1932 à Turin) est un joueur de football italien d'origine croate.
Son frère aîné Antonio Vojak fut également professionnel pour la Juventus et le Napoli. Pour les distinguer, Antonio était appelé Vojak I et Oliviero Vojak II.

## Biographie
Né à Pula (ou Pola en italien), à l'époque en Autriche-Hongrie jusqu'en 1918 où la ville fut italienne puis yougoslave en 1947, Vojak est un istrien (Italien de Croatie).
Il commence sa courte carrière footballistique pour le grand club nordiste de la  Juventus Football Club, qui fit signer Vojak en 1927. Il y dispute son premier match le 15 janvier 1928 lors d'une défaite 2-0 contre Bologne, et est encore aujourd'hui un des plus jeunes joueurs de l'histoire du club à avoir évolué sous les couleurs bianconere (il disputa son premier match à l'âge de 16 ans, 10 mois et 23 jours). Il remporte notamment avec la Vieille Dame la Serie A en 1931.
Il part ensuite rejoindre le club du sud de son frère Antonio (avec qui il avait déjà évolué à la Juve) du SSC Napoli où il jouera 15 matchs lors de sa seule et unique saison au club.
Il meurt à Turin en 1932 à l'âge de 21 ans d'une pneumonie.

## Palmarès
Juventus
- Championnat d'Italie (1) :
  - Champion : 1930-31.